# Brachyhypopomus brevirostris
Brachyhypopomus brevirostris är en fiskart som först beskrevs av Franz Steindachner, 1868.  Brachyhypopomus brevirostris ingår i släktet Brachyhypopomus och familjen Hypopomidae. Inga underarter finns listade.